# Парламентские выборы в Испании (1996)
Парламентские выборы в Испании 1996 года состоялись в воскресенье, 3 марта и стали шестыми, проведёнными в соответствии с испанской Конституцией 1978 года. Были избраны все 350 членов Конгресса депутатов и 208 из 256 сенаторов.
После своей победы на выборах 1993 года, Испанская социалистическая рабочая партия (ИСРП) была потрясена рядом скандалов, в частности, социалистов обвиняли в незаконном финансировании партии, использовании государственных средств для выплаты необъявленных бонусов партийным чиновникам и в государственном терроризме. После того, как в середине 1995 года каталонская националистическая коалиция «Конвергенция и Союз» (КиС) отказалась поддерживать ИСРП и та потеряла абсолютное большинство в Конгрессе, премьер-министр Фелипе Гонсалес был вынужден распустить Кортесы и назначить внеочередные выборы.
Выборы привели к первому поражению ИСРП на всеобщих выборах с 1982 года. Ожидалось, что оппозиционная Народная партия Хосе Марии Аснара после своих побед на выборах Европейский парламент в 1994 году и муниципальных и региональных выборах 1995 года уверенно выиграет и в 1996. Опросы и обозреватели предсказывали, что правоцентристы Аснара либо уверенно выиграют абсолютное большинство либо не дотянут до него всего несколько мест. Вместо того, Народная партия смогла опередить ИСРП меньше чем на 300 000 голосов, не добрав до абсолютного большинства 20 мандатов. Социалисты выступили лучше чем прогнозировалось, но в итоге занять лишь второе место. Коалиция «Объединённые левые» во главе с коммунистом Хулио Ангитой не смогли воспользоваться ослаблением левоцентристов, хотя и повторили свой лучший результат на всеобщих выборах, достигнутый Коммунистической партией Испании в 1979 году.
156 мест, завоёванных Народной партией, оставались худшим в истории постфранкистской Испании результатом победившей партии до выборов 2015 года. Одним из следствий выборов стало то, что Аснар был вынужден умерить свои нападки на каталонских и баскских националистов для того, чтобы заручиться их поддержкой. После двух месяцев переговоров были достигнуты договоренности с КиС, Баскской националистической партией (БНП) и Канарский коалицией (КК), что позволило Аснару сформировать кабинет меньшинства, первое в Испании за почти 14 лет правоцентристское правительство.

## Законодательная власть
Генеральные Кортесы, орган испанской законодательной власти, которые предстояло избрать 6 июня 1993 года, состояли из двух палат: Конгресса депутатов (нижняя палата, 350 депутатов) и Сената (верхняя палата, 208 выборных депутатов). Законодательная инициатива принадлежала обеим палатам, а также правительству, но Конгресс имел большую власть, чем Сенат. Только Конгресс мог утвердить премьер-министра или проголосовать за его отставку, и он мог отменить вето Сената абсолютным большинством голосов. Тем не менее, Сенат обладал несколькими эксклюзивными функциями, в частности, по утверждению конституционных поправок.
Эта система, закреплённая Конституцией Испании 1978 года, должна была предоставить политическую стабильность правительству, а также укрепить позиции премьер-министра, предусматривая вынесение вотума недоверия только Конгрессом. Она также внедрила более эффективную защиту от изменений конституции, требуя участия в принятии поправок обеих палат, а также предусмотрев специальный процесс с более высокими порогами утверждения и строгие требования в отношении общих конституционных реформ или поправок, касающихся так называемых «защищённых положений».

## Избирательная система
В 1985 году был принят новый закон о выборах, заменивший временное законодательство, действовавшее с 1977 года. Таким образом, избирательная система и все процедуры выборов, с некоторыми изменениями, были отныне прописаны в едином законе. В частности, группы избирателей получали право выдвинуть кандидатов только собрав подписи не менее 1 % зарегистрированных избирателей в конкретном районе. Голосование проходило на основе всеобщего избирательного права, с участием всех граждан старше восемнадцати.
348 мест в Конгрессе депутатов были распределены между 50 многомандатными избирательными округами, каждый из которых соответствовал одной из 50 испанских провинций, ещё два места были предназначены для Сеуты и Мелильи. Каждая провинция имела право как минимум на два места в Конгрессе, остальные 248 мест были распределены среди 50 провинций пропорционально их населению. Места в многомандатных округах распределялись по методу д’Ондта, с использованием закрытых списков и пропорционального представительства. В каждом из многомандатных округов к распределению мандатов допускались только списки сумевшие преодолеть порог в 3 % действительных голосов, которые включали и пустые бюллетени.
208 мест в Сенате был распределены между 58 округами. Каждый из 47 округов на полуострове, имел четыре места в Сенате. Островные провинции, Балеарские и Канарские острова, были разделены на девять округов. Три больших округа, Мальорка, Гран-Канария и Тенерифе, получили по три места в Сенате, малые округа, Менорка, Ивиса—Форментера, Фуэртевентура, Гомера—Иерро, Лансароте и Пальма — по одному. Сеута и Мелилья избирали по два сенатора. В общей сложности, в Сенате насчитывалось 208 депутатов, избираемых прямым голосованием, с использованием открытого списка с частичным блоком голосования. Вместо того, чтобы голосовать за партии, избиратели отдавали голоса за отдельных кандидатов. В четырёхмандатных округах избиратели могли проголосовать не более чем за три кандидата, в трёх- и двухмандатных за двух кандидатов, в одномандатных округах за одного кандидата. Кроме того, каждое из автономных сообществ могли избрать по крайней мере одного сенатора и имели право на одно дополнительное место на каждый миллион жителей.

## Предыстория

### Экономика
Четвёртый срок правления Испанской социалистической рабочей партии пришёлся на экономический кризис 1993 года, ставший одним из самых тяжёлых за последние десятилетия. Начиная с 1985 года экономическая ситуация в Испании, во многом благодаря присоединению страны к Европейским сообществам, была очень благоприятной и сопровождалась ростом экономики, с 1989 года началось заметное снижение ВВП, экономика вступила в цикл спада. Для пятилетнего периода 1985—1989 годов были характерны экспансивный рост и активный приток иностранного капитала, привлекаемого высокими процентными ставками. После 1989 года, однако, спад и глобальный экономический кризис привели к ухудшению экономической ситуации в стране и росту уровня безработицы. Пик кризиса пришёлся на 1993 год. Постоянный спад производства привёл к росту безработицы от 16 % до 24 % (так, к концу ноября 1993 в Испании насчитывалось более 3,5 млн безработных), спаду прибыли и вкладов коммерческих организаций, индекс ВВП составил 68 %, объём государственного долга приблизился к 30 триллионам песет, а бюджетный дефицит превысил ВВП на 7 %.
С 1994 года началось восстановление экономики, спад ВВП, составивший в 1993 году 1,1 %, сменился ростом на 2 %. Хотя экономическая ситуация всё ещё была сложной, уровень безработицы начал постепенно снижаться, снизившись с 24 % в 1994 году до 22 % в 1996. Уровень инфляции в период между 1994 и 1996 годами снизился до 5,5 %, государственный долг составил на 68 % от ВВП, а дефицит бюджета — 7,1 %.

### Коррупционные скандалы
Период 1993—1996 годов был отмечен многочисленными коррупционными скандалами, связанных с правящей Испанской социалистической рабочей партией. Скандалы, связанные с коррупцией, не были редкостью и ранее, но именно в середину 1990-х годов в них оказались втянуты непосредственно высшее руководство ИСРП. Эти скандалы будут досаждать социалистическому правительству на протяжении всего четвёртого срока пребывания Фелипе Гонсалеса в должности премьер-министра Испании.
23 ноября 1993 года испанская ежедневная газета Diario 16 сообщила о том, что главный директор гражданской гвардии Луис Рольдан Ибаньес с момента вступления в должность в 1986 году стал владельцем состояния в 400 миллионов песет и ряда объектов недвижимости, в то время как его чистый годовой доход в этот период не превышал 400 тыс. песет. Сам Рольдан в ответ заявил о легальном происхождении своих денег и обвинил журналистов в информационной кампании. Впрочем, но не смог представить доказательства, подтверждающие его заявления. 3 декабря 1993 году Рольдан был вынужден уйти в отставку. 9 марта 1994 года газета El Mundo написала о том, что сотрудники Министерства внутренних дел использовали резервные фонды (исп. Fondos reservados), предназначенные для финансирования борьбы с терроризмом и незаконным оборотом наркотиков и не подлежащие огласке, обоснованию или внешнему надзору, чтобы выплачивать премиальные высокопоставленным должностным лицам Министерства. Среди тех кого обвинили в получении выплат был и Рольдан. В апреле Diario 16 и El Mundo обнародовали информацию о том что бывший глава регионального правительства Наварры Габриэль Урралбуру во время своего правления получал деньги от строительных компаний за распределение в их пользу общественных работ, причём, как выяснилось, Рольдан также участвовал в махинациях. После этого экс-министр бежал из страны, что повлекло отставку нового министра внутренних дел Антонио Асунсьон.
Покинув Испанию, Рольдан обвинил группу высокопоставленных чиновников МВД в том, что они также пользовались резервными фондами и пригрозив им разоблачениями. В письме, направленном беглецом Гонсалесу и опубликованному El Mundo 17 июня 1994 года, Рольдан признавал получение ежемесячных выплат в размере 10 миллионов песет от Государственного директора по безопасности Рафаэля Вера (исп. Rafael Vera). Среди тех, кого он обвинил был также бывший министр внутренних дел Хосе Луис Коркуэра (1988—1993) и премьер-министр Гонсалес, который, по словам Рольдана был «в курсе всего». В конце концов, проведя десять месяцев в бегах, Луис Ролдан был арестован 27 февраля 1995 года в аэропорту Бангкока (Таиланд) на фоне утверждений, что он и социалистическое правительство достигли соглашения, по которому Рольдан должен был сдаться в обмен на выдвижение против него обвинений по всего двум преступлениям из первоначальных семи: взяточничество и растрата. Этот скандал стал известен как «Документы из Лаоса» (исп. los papeles de Laos), поскольку первоначально планировался его захват в Лаосе. Рольдан позже будет осуждён на 28 лет за взяточничество, хищение, мошенничество, подделку документов и уклонение от уплаты налогов.
Одновременно с «делом Рольдана», 5 апреля 1994 года стало известно, что бывший управляющий Банком Испании Мариано Рубио (исп. Mariano Rubio) имел секретный банковский счёт в инвестиционном банке Ibercorp на сумму 130 миллионов песет. Ранее, Банку Испании пришлось вмешиваться в деятельность Ibercorp из-за его участия в неясных финансовых операций. Ещё в феврале 1992 года было выявлено, что Рубио, в то время управляющий Банком Испании, и бывший министр экономики Мигель Бойер утаили от Национальной комиссии по рынку ценных бумаг, что они оба владели акциями Ibercorp. Хотя Рубио и отрицал обвинения, в июле 1992 года ему пришлось уйти в отставку. Тем не менее, новые факты, выявленные уже в 1994 году, привели его к уголовной ответственности. Скандал с Ibercorp нанёс ещё один удар по положению Фелипе Гонсалеса. В мае того же 1994 года в отставку был вынужден подать министр сельского хозяйства Висенте Альберо (исп. Vicente Albero), после того выяснилось, что он также обладал секретным счётом.

### Дело GAL
В 1991 году полицейские Хосе Амедо и Мичел Домингес были осуждены за участие в Антитеррористических группах освобождения (испанская аббревиатура GAL), «эскадронах смерти», которые тайно финансировались социалистическим правительством. 16 декабря 1994 года они признались судье Бальтасару Гарсону, что ряд бывших сотрудников полиции и МВД также были вовлечены в так называемую «грязную войну» (исп. guerra sucia), которую в 1983—1987 годах GAL вели против баскской террористической организации ЭТА, предоставив доказательства, подтверждающих их заявления. Среди обвинённых оказались бывший министр внутренних дел Хосе Баррионуэво (1982—1988), руководители служб безопасности Хулиан Санкристобаль (1984—1986) и Рафаэль Вера (1986—1994), ряд сотрудников полиции и даже бывший секретарь ИСРП в провинции Бискайя Рикардо Гарсиа Дамборенеа. В начале 1995 года, обвиняемые за исключением Баррионуэво были арестованы. 20 февраля испанский Национальный суд возобновил расследование «Дела GAL», с тем чтобы выяснить, осуществлялось ли финансирование GAL из резервных фондов МВД. В ответ, Баррионуэво обвинил Гарсона, которому поурчили данное дело, в желании отомстить партии за свою отставку с поста депутата в мае 1994 года из-за политических разногласий.
В мае-июле 1995 года некоторые из подсудимых обвинили премьер-министра Фелипе Гонсалеса в том, что он «знал и позволял такую деятельность», даже указав на то, что именно он мог быть человеком, принявшим решение о создании и финансировании GAL. Однако, испанский Верховный суд в 1996 году решил, что доказательств причастности Гонсалеса к «делу GAL» нет, а обвинения основаны на одних лишь подозрений. 29 июля 1998 года суд признал виновными по «делу GAL» 13 сотрудников МВД и политиков, в том числе  Баррионуэво, Веру, Санкристобаля (все трое приговорены к десяти годам лишения свободы) и Дамборенеа (к семи годам).

## Предвыборная кампания
Свою избирательную кампанию ИСРП строила на достижениях правительства Фелипе Гонсалеса, под руководством которого Испания коренным образом изменилась с 1982 года и успешно преодолела экономический кризис 1993 года. Скандальную известность приобрёл предвыборный видеоролик ИСРП, в котором оппозиция в лице Народной партии была представлена в качестве тёмной силы, угрожающей прогрессу, в частности, оппонентов социалистов олицетворяли зловещие чёрно-белые фигуры, среди которых был доберман, лающий на зрителей.
Народная партия делала ставку на необходимости перемен после 14-летнего правления социалистов, результатом которого стали сверхвысокая безработица и небывалая коррупция. В своих выступлениях лидер партии Аснар обращался в первую очередь к среднему классу и предпринимателям. На этих выборах Народная партия ещё больше сдвинулась к политическому центру, желая предстать перед избирателями в качестве современной и умеренной партии, не имеющей ничего общего с франкизмом и своим предшественником, Народным альянсом.

## Опросы
Результаты предвыборных опросов общественного мнения приведены в таблице ниже в обратном хронологическом порядке, показывая самые последние первыми. Приведены последние даты опроса, а не дата публикации. Если такая дата неизвестна, указана дата публикации. Самый высокий процент в каждом опросе отображается жирным шрифтом и выделен цветом ведущего участника. Колонка справа показывает разницу между двумя ведущими партиями в процентных пунктах. Если конкретный опрос не показывает данные для какой-либо из партий, ячейки этой партии, соответствующая данному опросу показана пустой. Светло-зелёным цветом выделены экзит-поллы, светло-розовым — опрос, проведённый после даты официального запрета публикации итогов опросов общественного мнения.
| Организация                                                                 | Дата            | Народная партия | Испанская социалистическая рабочая партия | Объединённые левые | Конвергенция и Союз |     | Предел погрешности | Количество опрошенных | Разница |  |  |  |
| --------------------------------------------------------------------------- | --------------- | --------------- | ----------------------------------------- | ------------------ | ------------------- | --- | ------------------ | --------------------- | ------- |  |  |  |
| Организация                                                                 | Дата            |                 |                                           |                    |                     |     |                    |                       |         |  |  |  |
| Итоги выборов Архивная копия от 3 марта 2016 на Wayback Machine             | 3 марта 1996    | 38,8            | 37,6                                      | 10,5               | 4,6                 | 1,3 |                    |                       | 1,2     |  |  |  |
|                                                                             |                 |                 |                                           |                    |                     |     |                    |                       |         |  |  |  |
| Eco Consulting Архивная копия от 4 марта 2016 на Wayback Machine            | 3 марта 1996    | 40,2            | 34,8                                      | 11,2               | 4,4                 | 1,4 |                    |                       | 5,4     |  |  |  |
| Demoscopia Архивная копия от 4 марта 2016 на Wayback Machine                | 3 марта 1996    | 40,7            | 34,7                                      | 11,2               | 4,6                 | 1,1 |                    |                       | 6,0     |  |  |  |
| Sigma Dos                                                                   | 3 марта 1996    | 41,1            | 33,7                                      | 11,4               | 4,2                 | 1,6 |                    |                       | 7,4     |  |  |  |
| CIS Архивная копия от 4 марта 2016 на Wayback Machine                       | 1 марта 1996    | 39,2            | 36,8                                      | 11,5               | 4,0                 | 0,9 | ±2,0 pp            | 2 491                 | 2,4     |  |  |  |
| Metra Seis                                                                  | 25 февраля 1996 | 41,7            | 32,2                                      | 11,9               | 4,2                 | 1,3 | ±0,8 pp            | 15 000                | 9,5     |  |  |  |
| Sigma Dos Архивная копия от 31 июля 2017 на Wayback Machine                 | 24 февраля 1996 | 42,3            | 31,4                                      | 12,2               | 4,2                 | 1,5 | ±1,3 pp            | 6 048                 | 10,9    |  |  |  |
| Inner Line Архивная копия от 4 марта 2016 на Wayback Machine                | 22 февраля 1996 | 40,6            | 36,1                                      | 11,9               | 4,4                 |     | ±1,3 pp            | 6 048                 | 4,5     |  |  |  |
| Demoscopia Архивная копия от 31 июля 2017 на Wayback Machine                | 21 февраля 1996 | 42,4            | 33,4                                      | 12,3               | 4,2                 | 1,1 | ±1,7 pp            | 3 500                 | 9,0     |  |  |  |
| CIS                                                                         | 21 февраля 1996 | 41,2            | 34,1                                      | 11,4               | 4,5                 | 1,3 | ±1,2 pp            | 6 642                 | 7,1     |  |  |  |
| Opina Архивная копия от 31 июля 2017 на Wayback Machine                     | 20 февраля 1996 | 41,0            | 35,0                                      | 10,5               | 4,5                 | 1,5 | ±2,0 pp            | 2 369                 | 6,0     |  |  |  |
| Metra Seis                                                                  | 19 февраля 1996 | 41,5            | 32,5                                      | 12,0               | 4,0                 |     | ±1,1 pp            | 7 566                 | 9,0     |  |  |  |
| Vox Pública Архивная копия от 10 июня 2016 на Wayback Machine               | 16 февраля 1996 | 41,2            | 33,5                                      | 11,7               | 4,5                 | 1,3 | ±0,9 pp            | 12 069                | 7,7     |  |  |  |
| Tábula-V Архивная копия от 31 июля 2017 на Wayback Machine                  | 10 февраля 1996 | 44,1            | 32,5                                      | 12,8               | 4,2                 | 0,8 | ±1,8 pp            | 3 000                 | 11,6    |  |  |  |
| Sigma Dos                                                                   | 8 февраля 1996  | 41,8            | 31,5                                      | 11,9               | 4,2                 | 1,3 | ±3,2 pp            | 1 000                 | 10,3    |  |  |  |
| Demoscopia                                                                  | 7 февраля 1996  | 41,7            | 32,6                                      | 12,8               | 4,5                 | 1,3 | ±1,7 pp            | 3 500                 | 9,1     |  |  |  |
| Opina Архивная копия от 31 июля 2017 на Wayback Machine                     | 6 февраля 1996  | 40,5            | 34,0                                      | 11,0               | 4,5                 | 1,5 | ±2,8 pp            | 1 185                 | 6,5     |  |  |  |
| Tábula-V Архивная копия от 31 июля 2017 на Wayback Machine                  | 5 февраля 1996  | 40,0            | 29,8                                      | 14,3               | 4,9                 | 1,1 | ±1,3 pp            | 4 503                 | 10,2    |  |  |  |
| PP Архивная копия от 20 февраля 2017 на Wayback Machine                     | 3 февраля 1996  | 42,0            | 31,5                                      | 13,5               | 4,2                 | 1,0 |                    |                       | 10,5    |  |  |  |
| Vox Pública Архивная копия от 4 марта 2016 на Wayback Machine               | 31 января 1996  | 42,5            | 31,8                                      | 12,0               | 4,4                 |     | ±2,2 pp            | 2 028                 | 10,7    |  |  |  |
| Gallup                                                                      | 31 января 1996  | 38,8            | 34,5                                      | 12,4               | 5,0                 | 1,3 | ±2,2 pp            | 2 010                 | 4,3     |  |  |  |
| Tábula-V                                                                    | 26 января 1996  | 43,0            | 30,0                                      | 11,0               | 5,5                 | 1,5 | ±2,9 pp            | 1 200                 | 13,0    |  |  |  |
| Sigma Dos/Vox Pública                                                       | 25 января 1996  | 41,4            | 31,4                                      | 12,6               | 4,0                 | 1,4 | ±0,9 pp            | 11 000                | 10,0    |  |  |  |
| Demoscopia                                                                  | 14 января 1996  | 40,5            | 33,8                                      | 12,2               | 4,5                 | 1,1 | ±2,0 pp            | 2 500                 | 6,7     |  |  |  |
| CIS Архивная копия от 4 марта 2016 на Wayback Machine                       | 14 января 1996  | 40,6            | 33,7                                      | 11,0               | 4,4                 | 1,3 | ±2,0 pp            | 2 499                 | 6,9     |  |  |  |
| Sigma Dos                                                                   | 11 января 1996  | 40,6            | 30,9                                      | 13,0               | 4,4                 | 1,3 | ±3,2 pp            | 1 000                 | 9,7     |  |  |  |
| Opina Архивная копия от 31 июля 2017 на Wayback Machine                     | 9 января 1996   | 39,5            | 34,0                                      | 10,5               | 4,5                 | 1,5 | ±2,5 pp            | 1 500                 | 5,5     |  |  |  |
| Gallup                                                                      | 7 января 1996   | 39,0            | 32,7                                      | 12,9               | 4,6                 | 0,9 | ±2,2 pp            | 2 031                 | 6,3     |  |  |  |
| Sigma Dos/Vox Pública Архивная копия от 24 сентября 2016 на Wayback Machine | 4 января 1996   | 40,3            | 31,2                                      | 13,1               | 4,6                 | 1,2 | ±3,2 pp            | 1 000                 | 9,1     |  |  |  |
|                                                                             |                 |                 |                                           |                    |                     |     |                    |                       |         |  |  |  |

## Результаты

### Конгресс депутатов

Распределение мест в Конгрессе депутатов среди партий:
Народная партия: 156
Испанская социалистическая рабочая партия: 141
Объединённые левые: 21
Конвергенция и Союз: 16
Баскская националистическая партия: 5
Канарская коалиция: 4
Народное единство: 2
Галисийский националистический блок: 2
Баскская солидарность: 1
Республиканская левая Каталонии: 1
Валенсийский союз: 1

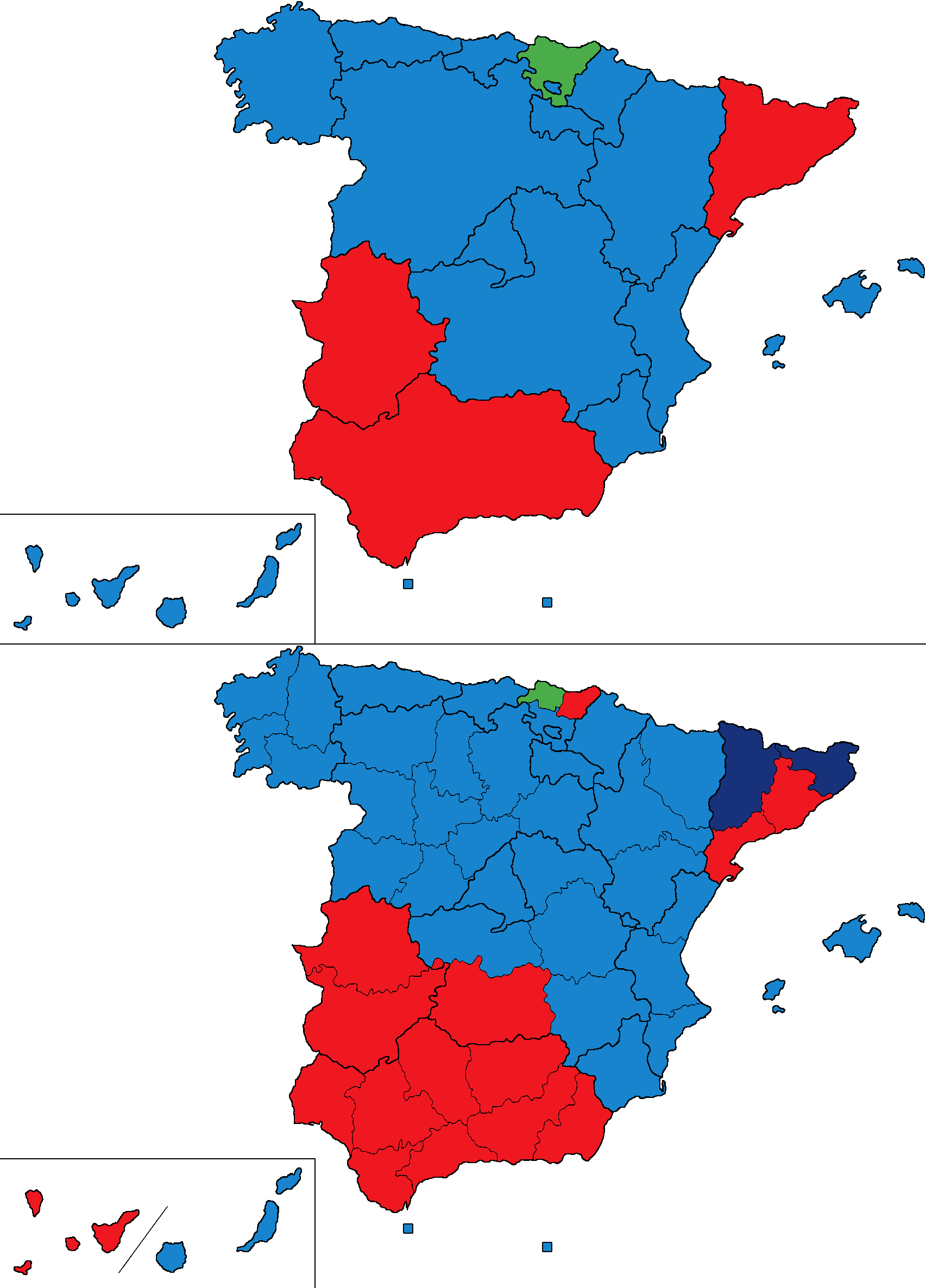
Победители голосования в Конгресс депутатов в автономных сообществах и провинциях
Народная партия
Испанская социалистическая рабочая партия
Баскская националистическая партия
Конвергенция и Союз

Полужирным шрифтом выделены партии и коалиции, завоевавшие хотя бы одно место в Конгрессе депутатов.
| Партии и коалиции                                                                            | Партии и коалиции                                           | Партии и коалиции                                        | Лидер                                 | Голоса     | Голоса | Голоса | Места | Места |
| Партии и коалиции                                                                            | Партии и коалиции                                           | Партии и коалиции                                        | Лидер                                 | Голоса     | %      | ±п.п.  | Места | +/−   |
| -------------------------------------------------------------------------------------------- | ----------------------------------------------------------- | -------------------------------------------------------- | ------------------------------------- | ---------- | ------ | ------ | ----- | ----- |
|                                                                                              | Народная партия                                             | исп. Partido Popular, PP                                 | Хосе Мария Аснар                      | 9 716 006  | 38,79  | ▲3,42  | 156   | ▲14   |
|                                                                                              | Испанская социалистическая рабочая партия                   | исп. Partido Socialista Obrero Español, PSOE             | Фелипе Гонсалес                       | 9 425 678  | 37,63  | ▼1,15  | 141   | ▼18   |
|                                                                                              | Объединённые левые                                          | исп. Izquierda Unida, IU                                 | Хулио Ангита                          | 2 639 774  | 10,54  | ▲0,99  | 21    | ▲3    |
|                                                                                              | Конвергенция и Союз                                         | кат. Convergència i Unió, CiU                            | Жоаким Молинс                         | 1 151 633  | 4,60   | ▼0,34  | 16    | ▼1    |
|                                                                                              | Баскская националистическая партия                          | баск. Euzko Alderdi Jeltzalea, EAJ                       | Иньяки Анасагасти                     | 318 951    | 1,27   | ▲0,03  | 5     | ▬     |
|                                                                                              | Канарская коалиция                                          | исп. Coalición Canaria, CC                               | Хосе Карлос Маурисио                  | 220 418    | 0,88   | ▬      | 4     | ▬     |
|                                                                                              | Галисийский националистический блок                         | галис. Bloque Nacionalista Galego, BNG                   | Франсиско Родригес Санчес             | 220 147    | 0,88   | ▲0,34  | 2     | ▲2    |
|                                                                                              | Народное единство                                           | баск. Herri Batasuna, HB                                 |                                       | 181 304    | 0,72   | ▼0,16  | 2     | ▬     |
|                                                                                              | Республиканская левая Каталонии                             | кат. Esquerra Republicana de Catalunya, ERC              | Пилар Раола-и-Мартинес                | 167 641    | 0,67   | ▼0,13  | 1     | ▬     |
|                                                                                              | Андалусистская партия                                       | исп. Partido Andalucista, PA                             | Мария дель мар Кальдерон              | 134 800    | 0,54   | ▼0,05  | 0     | —     |
|                                                                                              | Баскская солидарность                                       | баск. Eusko Alkartasuna, EA                              | Бегонья Ласагабастер                  | 115,861    | 0,46   | ▼0,09  | 1     | ▬     |
|                                                                                              | Валенсийский союз                                           | исп. Unión Valenciana, UV                                | Хосе Мария Чикильо                    | 91 575     | 0,37   | ▼0,11  | 1     | ▬1    |
|                                                                                              | Европейские зелёные                                         | исп. Los Verdes Europeos, LVE                            | Ана Сегура                            | 61 689     | 0,54   | ▼0,25  | 0     | —     |
|                                                                                              | Союз арагонцев                                              | араг. Chunta Aragonesista, CHA                           | Хосе Антонио Лабордета                | 49 739     | 0,20   | ▲0,17  | 0     | —     |
|                                                                                              | Центристский союз                                           | исп. Unión Centrista, UC                                 | Фернандо Гарсия Фруктуосо             | 44,771     | 0,18   | ▼1,58  | 0     | —     |
|                                                                                              | Единство валенсийского народа—Националистический блок       | вал. Unitat del Poble Valencià–Bloc Nacionalista, UPV–BN | Хавьер Эрвас                          | 26 777     | 0,11   | ▼0,06  | 0     | —     |
|                                                                                              | Социалисты Мальорки и Менорки—Националистическое соглашение | кат. PSM-Entesa Nacionalista)                            | Мария Антониа Вадель                  | 24 644     | 0,10   | ▲0,01  | 0     | —     |
|                                                                                              | Партии, набравшие менее 0,1 % голосов                       | Партии, набравшие менее 0,1 % голосов                    | Партии, набравшие менее 0,1 % голосов | 211 523    | 0,84   | ▼0,27  | 0     | —     |
|                                                                                              | Пустые бюллетени                                            | Пустые бюллетени                                         | Пустые бюллетени                      | 243 345    | 0,97   | ▲0,17  |       |       |
|                                                                                              |                                                             |                                                          |                                       |            |        |        |       |       |
| Всего                                                                                        | Всего                                                       | Всего                                                    | Всего                                 | 25 046 276 | 100,00 |        | 350   | —     |
| Недействительные голоса                                                                      | Недействительные голоса                                     | Недействительные голоса                                  | Недействительные голоса               | 125 782    | 0,50   | ▼0,04  |       |       |
| Зарегистрировано / Явка                                                                      | Зарегистрировано / Явка                                     | Зарегистрировано / Явка                                  | Зарегистрировано / Явка               | 32 531 833 | 77,38  | ▲0,94  |       |       |
|                                                                                              |                                                             |                                                          |                                       |            |        |        |       |       |
| Источник: Ministerio del Interior Архивная копия от 18 января 2020 на Wayback Machine (исп.) |                                                             |                                                          |                                       |            |        |        |       |       |

1. ↑  В том числе, 2 депутата от Союза наваррского народа и 1 от Регионалистской арагонской партии
2. ↑  Совместно с Партией социалистов Каталонии и Социалистической партией Страны Басков–«Левыми Страны Басков»[англ.]
3. ↑  В том числе, 19 депутатов от Партии социалистов Каталонии и 5 от Социалистической партии Страны Басков–«Левые Страны Басков»[англ.]
4. ↑  Включала КПИ, ОСПК, ПСД, РЛ, ПФ, Коллектив рабочего единства–Андалусийский левый блок, ДПНЛ, Инициативу для Каталонии, Галисийская левая, Зелёные Андалусии, Зелёные региона Мурсия, Зелёные Эстремадуры и независимых
5. ↑  В том числе, 12 депутатов от КПИ, 4 от ДПНЛ, 2 от ОСПК, 1 от ПСД и 2 независимых
6. ↑  Из них, 11 депутатов от ДКК и 5 от ДСК
7. ↑  2 депутата от Канарских независимых, по 1 от Канарского националистического центра и Канарской националистической инициативы
8. ↑  Результаты сравниваются с общими итогами выборов 1993 года для Андалусистской партии и Андалусийской партии прогресса
9. ↑  Преемник блока «Зелёные—Зелёный список», коалиция Конфедерации зелёных[исп.], Зелёной альтернативы, Экологической альтернативы Каталонии и «Единство Страны басков»
10. ↑  Центристская коалиция, сформированная Демократическим и социальным центром и рядом мелких партий
11. ↑  Коалиция Единства валенсийского народа и Валенсийской националистической партии
12. ↑  «Зелёные—Зелёные группы», Демократическая конвергенция Наварры, Революционная рабочая партия, Коммунистическая партия народов Испании, Гуманистическая партия, Астурианистская партия, Аутентичная испанская фаланга, Союз леонского народа, Баскская гражданская инициатива, «Зелёные Мадрида», Эстремадурская коалиция («Единая Эстремадура» и Эстремадурская регионалистская партия), Майоркинский союз, Земля комунера–Кастильская националистическая партия, Риохская партия, Экологическая партия Каталонии, Регионалистское единство Кастилии и Леона, Андалусская нация, Альянс за национальное единство, Регионалистская партия Страны Леон, «Зелёные Арагона», Республиканская коалиция (Интернационалистская социалистическая рабочая партия–Социал-демократический альняс), Фронт за независимость Канар, Социалистическая партия народа Сеуты, Регионалистская партия Кастильи–Ла Манчи, Галисийский народный фронт, Независимые социалисты Эстремадуры, Мадридская независимая региональная партия, Красно-зелёная партия, Независимая испанская фаланга, Новый регион, Республиканское действие, Гражданская независимая платформа Каталонии, Валенсийская националистическая левая, Партия Эль-Бьерсо, Канарская националистическая партия, Аликантийский провинциальный союз, Андалусийское демократическое единство, Гражданское демократическое действие, «Голос андалусийского народа», «Европейское национальное государство», Группа социальных и автономных либералов, Балеарский альянс, Регионалистская партия Гвадалахары, Испанская автономная лига, Арагонская социальная динамика, Партия людей, Интерсаморанская партия, Националистическая партия Мелильи, Центристы Валенсийского сообщества, Революционная рабочая партия, Автономная рабочая партия Испании, Тенерифские независимые семейные группы

### Сенат
В выборах 208 сенаторов приняли участие 20 684 212 человек (69,87 %). Недействительных бюллетеней — 710 101 (3,43 %), пустых бюллетеней — 334 118 (1,67 %).
| Партии и коалиции                        | Партии и коалиции                         | Партии и коалиции                            | Лидер                | Места | Места |
| Партии и коалиции                        | Партии и коалиции                         | Партии и коалиции                            | Лидер                | Места | +/−   |
| ---------------------------------------- | ----------------------------------------- | -------------------------------------------- | -------------------- | ----- | ----- |
|                                          | Народная партия                           | исп. Partido Popular, PP                     | Хосе Мария Аснар     | 112   | ▲19   |
|                                          | Испанская социалистическая рабочая партия | исп. Partido Socialista Obrero Español, PSOE | Фелипе Гонсалес      | 81    | ▼15   |
|                                          | Конвергенция и Союз                       | исп. Convergència i Unió, CiU                | Жоаким Молинс        | 8     | ▼2    |
|                                          | Баскская националистическая партия        | баск. Euzko Alderdi Jeltzalea, EAJ           | Иньяки Анасагасти    | 4     | ▲1    |
|                                          | Канарская коалиция                        | исп. Coalición Canaria, CC                   | Хосе Карлос Маурисио | 1     | ▼4    |
|                                          | Ивиса и Форментера в Сенате               | исп. Eivissa i Formentera al Senat, EFS      |                      | 1     | ▲1    |
|                                          | Партия независимых Лансароте              | исп. Partido Independiente de Lanzarote, PIL |                      | 1     | ▲1    |
|                                          |                                           |                                              |                      |       |       |
| Всего                                    | Всего                                     | Всего                                        | Всего                | 208   | ▬     |
|                                          |                                           |                                              |                      |       |       |
| Источник: Ministerio del Interior (исп.) |                                           |                                              |                      |       |       |

1. ↑  В том числе, по 3 сенатора от Союза наваррского народа и Регионалистской арагонской партии
2. ↑  Из них, 6 сенаторов от ДКК и 2 от ДСК
3. ↑  1 сенатор от Ассамблеи Группы независимых Иерро
4. ↑  Коалиция отделений ИСРП, «ОЛ», Социалисты Мальорки и Менорки, «Зелёных» и РЛК на островах Ивиса и Форментера

## Результаты по регионам
Распределение голосов и мандатов за партии и коалиции по регионам Испании. Указаны только общенациональные партии, набравшие не менее 0,1 % во всей Испании и региональные партии, получившие не менее 0,4 % в автономном сообществе.
| Регион            | Народная партия | Народная партия | Социалисты | Социалисты | Левые      | Левые | Еврозелёные | Еврозелёные | Центристы  | Центристы | Регионалисты | Регионалисты | Всего |
| Регион            | Голоса (%)      | Места           | Голоса (%) | Места      | Голоса (%) | Места | Голоса (%)  | Места       | Голоса (%) | Места     | Голоса (%)   | Места        | Всего |
| ----------------- | --------------- | --------------- | ---------- | ---------- | ---------- | ----- | ----------- | ----------- | ---------- | --------- | ------------ | ------------ | ----- |
| Андалусия         | 46,6            | 32              | 35,4       | 24         | 13,4       | 6     | —           | —           | < 0,1      | 0         | 3,1          | 0            | 62    |
| Арагон            | 34,6            | 5               | 47,9       | 8          | 9,1        | 0     | —           | —           | < 0,1      | 0         | 6,4          | 0            | 13    |
| Астурия           | 39,8            | 4               | 41,0       | 4          | 15,5       | 1     | 0,5         | 0           | 0,2        | 0         | 1,7          | 0            | 9     |
| Балеары           | 35,9            | 3               | 45,1       | 4          | 7,7        | 0     | 1,2         | 0           | 0,1        | 0         | 7,3          | 0            | 7     |
| Валенсия          | 38,3            | 13              | 43,7       | 15         | 11,1       | 3     | 0,8         | 0           | 0,1        | 0         | 4,5          | 1            | 32    |
| Галисия           | 33,5            | 9               | 48,3       | 14         | 3,6        | 0     | 0,4         | 0           | 0,1        | 0         | 12,8         | 2            | 25    |
| Канары            | 29,9            | 5               | 37,6       | 5          | 5,5        | 0     | —           | —           | 0,1        | 0         | 27,5         | 4            | 14    |
| Кантабрия         | 35,6            | 3               | 50,4       | 2          | 11,3       | 0     | —           | —           | 0,4        | 0         | —            | —            | 5     |
| Кастилия-Ла-Манча | 42,6            | 9               | 47,2       | 11         | 8,4        | 0     | —           | —           | 0,3        | 0         | —            | —            | 20    |
| Кастилия-Леон     | 35,0            | 11              | 52,2       | 22         | 9,1        | 0     | < 0,1       | 0           | 0,4        | 0         | 0,7          | 0            | 33    |
| Каталония         | 39,4            | 19              | 18,0       | 8          | 7,6        | 2     | 0,2         | 0           | < 0,1      | 0         | 33,8         | 17           | 46    |
| Мадрид            | 31,4            | 11              | 49,3       | 17         | 16,4       | 6     | 0,1         | 0           | 0,3        | 0         | —            | —            | 34    |
| Мурсия            | 38,0            | 3               | 49,9       | 5          | 10,5       | 1     | —           | —           | 0,2        | 0         | —            | —            | 9     |
| Наварра           | 30,2            | 2               | 37,1       | 2          | 9,2        | 1     | —           | —           | 0,1        | 0         | 17,9         | 0            | 5     |
| Риоха             | 36,6            | 2               | 49,4       | 2          | 8,7        | 0     | —           | —           | 0,2        | 0         | 3,4          | 0            | 4     |
| Страна Басков     | 23,6            | 5               | 18,3       | 5          | 9,2 %      | 1     | 0,5         | 0           | < 0,1      | 0         | 46,4         | 8            | 19    |
| Эстремадура       | 48,4            | 6               | 40,3       | 5          | 8,9        | 0     | —           | —           | 0,1        | 0         | 1,0          | 0            | 11    |
| Сеута             | 35,8            | 0               | 53,2       | 1          | 2,2        | 0     | —           | —           | —          | —         | 7,3          | 0            | 1     |
| Мелилья           | 43,3            | 0               | 50,6       | 1          | 3,5        | 0     | —           | —           | 0,1        | 0         | 0,7          | 0            | 1     |
| Всего             | 38,8            | 156             | 37,6       | 141        | 10,5       | 21    | 0,5         | 0           | 0,1        | 0         |              | 32           | 350   |

1. ↑  Вместе с Европейскими зелёными
2. ↑  Андалусистская партия
3. ↑  Совместно с Регионалистской арагонской партией
4. ↑  В том числе, 1 депутат от Регионалистской арагонской партии — 1
5. ↑  Союз арагонцев — 6,4
6. ↑  Астурианистская партия
7. ↑  Социалисты Мальорки и Менорки—Националистическое соглашение — 5,7 %, Мальоркский союз — 1,6 %
8. ↑  Объединённые левые Страны Валенсия
9. ↑  Валенсийский союз — 3,5 %, Единство валенсийского народа–Националистический блок — 1,0 %
10. ↑  Валенсийский союз
11. ↑  Галисийский националистический блок
12. ↑  Галисийский националистический блок
13. ↑  Канарская единая левая
14. ↑  Канарская коалиция — 25,1 %, Партия Гран-Канарии — 1,9
15. ↑  Канарская коалиция
16. ↑  Союз леонского народа — 0,7 %
17. ↑  Партия социалистов Каталонии
18. ↑  Инициатива для Каталонии—Зелёные
19. ↑  Экологическая альтернатива Каталонии
20. ↑  Конвергенция и Союз — 29,6 %, Республиканская левая Каталонии — 4,2 %
21. ↑  Конвергенция и Союз — 16, Республиканская левая Каталонии — 1
22. ↑  Вместе с «Европейскими зелёными»
23. ↑  Вместе с Союзом наваррского народа
24. ↑  Объединённые левые Наварры
25. ↑  Народное единство[англ.] — 8,1 %, Демократическая конвергенция Наварры — 5,2 %, Баскская солидарность — 3,7 %, Баскская националистическая партия — 0,9 %
26. ↑  Риохская партия
27. ↑  Социалистическая партия Страны Басков-«Левые Страны Басков»
28. ↑  «Зелёные Страны Басков»
29. ↑  Баскская националистическая партия — 25,0 %, Народное единство[англ.] — 12,3 %, Баскская солидарность — 8,2 %, Баскская гражданская инициатива — 0,9 %
30. ↑  Баскская националистическая партия — 5, Народное единство[англ.] — 2, Баскская солидарность — 1
31. ↑  Вместе с «Европейскими зелёными»
32. ↑  Эстремадурская коалиция
33. ↑  Социалистическая партия народа Сеуты
34. ↑  Националистическая партия Мелильи

Народная партия выиграла выборы в 13 автономных сообществах из 17 и в 32 провинциях из 50, в том числе в Мадриде, а также в Сеуте и Мелилье. Социалисты победили в 3 автономных сообществах и в 15 провинциях, в том числе в Барселоне. Коалиция «Конвергенция и Союз» заняла первое место в Жироне и Льейде. Баскские националисты первенствовали в Бискайе.

## После выборов
Председателем Конгресса депутатов 27 марта 1996 года был избран Федерико Трильо-Фигероа (Народная партия), за которого проголосовали 179 депутатов, за социалиста Хорди Соле Тура отдали свои голоса 160 парламентариев.
Утверждение нового главы правительства состоялось 3 и 4 мая 1996 года. За лидера Народной партии Хосе Марию Аснара проголосовал 181 депутат (все 156 от Народной партии, 16 от «Конвергенции и Союза», 5 от Баскской националистической партии и 4 от Канарской коалиции). Против голосовали 166 человек (141 от ИСРП, 21 от «Объединённых левых», 2 от галисийских националистов и по 1 от Республиканской левой Каталонии и «Баскской солидарности»). Единственный депутат от Валенсийского союза воздержался. Оба депутата от «Народного единства» отсутствовали.
Выборы 1996 года стали для Народной партии первыми на которых она одержала победу, хотя и не смогла получить абсолютного большинства мест в нижней палате испанского парламента. Для того чтобы сформировать правительство правоцентристам пришлось прибегнуть к союзу с каталонскими и баскскими националистами и канарскими регионалистами. Испанская социалистическая рабочая партия впервые с 1982 года не смогла выиграть выборы и перешла в оппозицию после 14-летнего правления.